# كلية التمريض (جامعة حلوان)
كلية التمريض جامعة حلوان، هي واحدة من كليات التمريض في مصر، تأسست الكلية عام 2006، وبدأت الدراسة بها عام 2007. وهي حاصلة على الاعتماد من الهيئة القومية لضمان جودة التعليم والاعتماد.

## مدة الدراسة
مدة الدراسة بالكلية 4 سنوات دراسة ويليها سنة واحدة للتدريب بالمستشفيات، يقضي معظم طلاب كلية التمريض مدة التدريب بمستشفى الدمرداش ومستشفى بدر الجامعي.

## الدرجات العلمية
تمنح الكلية درجة البكالوريوس، ودرجة الدبلوم، بالإضافة إلى درجتي الماجستير والدكتوراة.